# Typhlops jamaicensis
Espèce
Synonymes
- Anguis jamaicensis Shaw, 1802
- Anilios leachii Gray, 1845
- Meditoria nasuta Gray, 1845

Statut de conservation UICN

 LC  : Préoccupation mineure
Typhlops jamaicensis est une espèce de serpents de la famille des Typhlopidae. 

## Répartition
Cette espèce est endémique de Jamaïque.

## Étymologie
Son nom d'espèce, composé de jamaic[a] et du suffixe latin -ensis, « qui vit dans, qui habite », lui a été donné en référence au lieu de sa découverte, la Jamaïque (Jamaica en anglais).

## Publication originale
- Shaw, 1802 : General Zoology, or Systematic Natural History, vol. 3, no 2, p. 313-615 (texte intégral).